# Наумов, Иван Мокеевич
Иван Мокеевич Наумов (1770-е гг. — 1833) — русский публицист, правовед и общественный деятель; коллежский советник; основатель «Дома практического правоведения» в городе Москве.

## Биография
Иван Hаумов родился в городе Санкт-Петербурге в конце 70-х годов XVIII века и, получив самое элементарное домашнее обучение, был определён в 1784 году на гражданскую службу канцеляристом в канцелярию генерал-прокурора А. Б. Куракина, состоя в которой и оканчивал своё образование.
Прослужив в этой канцелярии около десяти лет, И. М. Наумов был командирован для занятий по межевому департаменту Правительствующего сената. Производя различные межевания, он отыскал до 2190 десятин земли, принадлежавших бесспорно казне, но в разное время захваченных частными лицами. За это он удостоился от российского императора Павла І золотой табакерки.
Позднее Наумов был исправником в Московской губернии и открыл тайные скопища раскольников, развращавших народ. Назначенный затем стряпчим Московского губернского правления, он отличался рвением и бескорыстной службой, открывал всякие злоупотребления и за эти заслуги был награждён орденом Святого Владимира 4 степени.
В 1805 году Иван Мокеевич Наумов был причислен к 8-й Герольдии, а затем при наборе ополчения в 1806 году, по случаю войны с Францией, поступил в ряды милиции в 1807 году. Во время Отечественной войны 1812 года Наумов также находился в рядах ополчения. Во время пожара Москвы он лишился всего своего имущества, а также библиотеки и всякого рода бумаг и принужден был по роспуске ополчения снова обратиться к гражданской службе.
Близкое знакомство с неудовлетворительными порядками того времени, царившими в судах, внушило ему мысль представить императору Александру I проект учреждения в Москве «Дома практического правоведения», который, по словам Наумова, являлся бы не судилищем, но местом открытого адвокатства; в действиях своих он зависит от доверенности к нему частных граждан. «Дом» этот по плану Наумова должен был образовывать стряпчих (то есть адвокатов) и сам «обрабатывать» (то есть вести в судебных учреждениях) дела ему порученные, с доверенностью (то есть с уполномочием) прекращать тяжбы сторон их примирением. Этот проект Наумова был утвержден в 1813 году, и проектированный им «Дом» начал работу в 1814 году, причём для того, чтобы публика могла видеть как образ защиты открытым (то есть гласным) стряпчеством правых дел, так и усматривать состоявшиеся по сим делам решения судов, Наумов стал издавать особый «Журнал Дома практического правоведения по предмету образования стряпчества», находя, что публичное оглашение судопроизводства предостерегает от погрешностей и несправедливости.
Сам Наумов являлся приверженцем суда гласного и скорого, а также мирового разбирательства и мировых учреждений; он доказывал необходимость существования судебных адвокатов — присяжных поверенных, для защиты невинно обвиняемых и заключенных. Наумов, за пол века до появления судебных уставов Императора Александра II, в меру своих возможностей продвигал эти идеи в жизнь.
Судебно-адвокатская деятельность И. М. Наумова имела немалый успех в начале; на рассмотрение опытных в законодательстве лиц, приглашенных Наумовым к работе в «Доме практического правоведения», поступало немало дел от лиц различных состояний. Сам генерал-губернатор Москвы граф Фёдор Васильевич Ростопчин обратился в этот «Дом», чтобы склонить к миролюбивому окончанию тяжебного дела Гарновских с кабинет-секретарём императрицы Екатерины II А. М. Грибовским по долговому обязательству.
Деятельность «Дома» основанная на началах строгой справедливости и совести скоро привела Наумова к столкновениям с властями и учреждениями; равным образом и сама публика как-то скоро охладела к деятельности «Дома», так что чрез два года с небольшим Наумов, оставшись без судебной практики, закрыл «Дом практического правоведения» и снова поступил на службу, но уже в Петербурге; он был назначен в 1818 году чиновником особых поручений при генерал-губернаторе графе М. А. Милорадовиче. По прежнему ревностный исполнитель своих обязанностей, Наумов назначался для производства важных следствий и за свою полезную деятельность был награждён в 1820 году чином коллежского советника.
В 1822 году уволен по собственному прошению от службы по состоянию здоровья.
Иван Мокеевич Наумов умер 13 июля 1833 года в родном городе.